# اسلامیه (تفت)

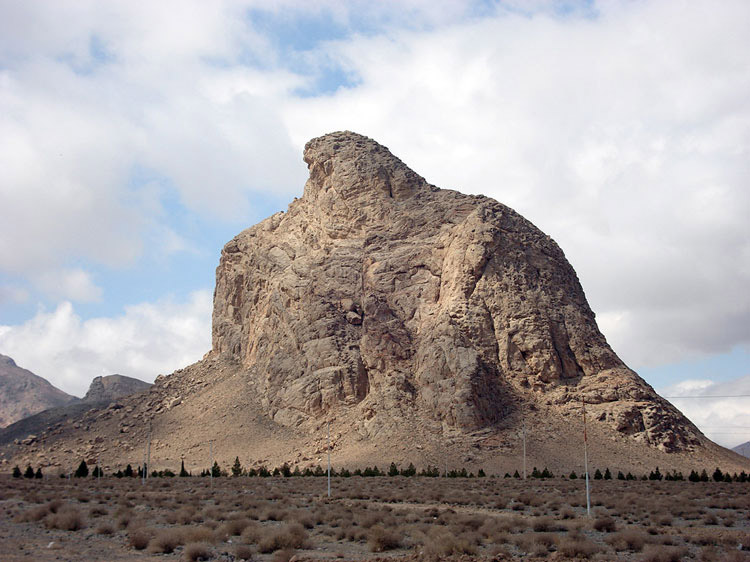
عقابکوه، واقع در روستای اسلامیه

 فراشاه یا اسلامیه (تفت) روستایی از توابع بخش مرکزی شهرستان تفت در استان یزد ایران است. 

## جمعیت
این روستا در دهستان پیشکوه قرار دارد و براساس سرشماری مرکز آمار ایران در سال ۱۳۸۵، جمعیت آن ۱٬۵۳۲ نفر (۴۵۱خانوار) بوده‌است.

### شاخصه‌های گردشگری
قدمگاه فراشاه، عقاب کوه (کوه عقاب)، چشمه تامهر، قلعه اسلامیه، آسیاب آبی اسلامیه، غار اسلامیه، چنار قدیمی و مسجد جامع اسلامیه مهمترین مکان‌های گردشگری این روستا هستند. عقاب کوه یک کوه سنگی است که از هر طرف به آن نگاه می‌کنی شبیه به یک عقاب غول پیکر می‌ماند. این منظره به شماره ۳۴۷ ثبت ملی شده است.